# Musculus psoas major
De musculus psoas major of grote lendenspier  is een spier die zich diep in het lichaam bevindt tussen de bovenkant van het dijbeen en de onderzijde van de wervelkolom. De functie van deze spier is onlosmakelijk verbonden met die van de musculus iliacus (darmbeenspier). Deze spieren zijn gedeeltelijk met elkaar vergroeid en worden ook gezamenlijk aangeduid als musculus iliopsoas (heup-lendenspier).
De functie van de musculus psoas major concentreert zich met name op het heupgewricht, alwaar hij het been kan optillen (anteflexie), of de romp kan heffen vanuit een liggende houding. Tevens kan hij het been naar buiten draaien (exorotatie) en, anders dan de musculus iliacus, speelt hij een rol bij het zijwaarts buigen van de wervelkolom (lateroflexie).

## zie ook
- Musculus psoas minor